# Kanton Causse et Vallées
 Causse et Vallées  is een kanton van het Franse departement Lot. Het kanton maakt deel uit van de arrondissementen Cahors (10), Figeac (21) en Gourdon (13). In 2021 telde het 9.544 inwoners.

Het kanton werd gevormd ingevolge het decreet van 13 februari 2014 , met uitwerking op 22 maart 2015, met Cajarc als hoofdplaats.

## Gemeenten
Het kanton omvatte 47 gemeenten bij zijn oprichting.
Op 1 januari 2016 werden de gemeenten Beaumat, Fontanes-du-Causse, Labastide-Murat, Saint-Sauveur-la-Vallée en Vaillac samengevoegd tot de fusiegemeente (commune nouvelle) Cœur de Causse, die bij decreet van 5 maart 2020 in haar geheel werd opgenomen in het kanton Causse et Vallées.
Op 1 januari 2017 werden de gemeenten Saint-Géry en Vers samengevoegd tot de fusiegemeente (commune nouvelle) Saint Géry-Vers, die bij decreet van 5 maart 2020 in haar geheel werd opgenomen in het kanton Causse et Vallées.
Sindsdien omvat het kanton volgende 44 gemeenten :
- Berganty
- Blars
- Bouziès
- Brengues
- Cabrerets
- Cadrieu
- Cajarc
- Calvignac
- Caniac-du-Causse
- Carayac
- Cénevières
- Cœur de Causse
- Cras
- Crégols
- Esclauzels
- Espagnac-Sainte-Eulalie
- Espédaillac
- Frontenac
- Gréalou
- Grèzes
- Larnagol
- Larroque-Toirac
- Lauzès
- Lentillac-du-Causse
- Lunegarde
- Marcilhac-sur-Célé
- Montbrun
- Nadillac
- Orniac
- Les Pechs du Vers
- Puyjourdes
- Quissac-en-Quercy
- Sabadel-Lauzès
- Saint-Chels
- Saint-Cirq-Lapopie
- Saint Géry-Vers
- Saint-Jean-de-Laur
- Saint-Martin-Labouval
- Saint-Pierre-Toirac
- Saint-Sulpice
- Sauliac-sur-Célé
- Sénaillac-Lauzès
- Soulomès
- Tour-de-Faure